# قائمة مفاهيم الفيزياء في مناهج التعليم الابتدائي والثانوي
هذه قائمة بالموضوعات التي يتم تضمينها في مناهج الفيزياء المدرسية أو الكتب المدرسية.

## الخلفية الرياضية
- نظام الوحدات الدولي
- كمية سلمية
- متجه
- تمثيل الحركة البياني واشتقاقه
- مبرهنة فيثاغورس
- حساب المثلثات

## الحركة والقوى
- حركة
- قوة

### الحركة الخطية
- حركة خطية
- إزاحة
- سرعة
- سرعة متجهة
- تسارع
- مركز الكتلة
- كتلة
- زخم الحركة
- قوانين نيوتن للحركة
- شغل
- مخطط الجسم الحر

### الحركة الدورانية
- زخم زاوي
- سرعة زاوية
- قوة طرد مركزي
- قوة جذب مركزي
- حركة دائرية
- سرعة مماسية
- عزم الدوران

## حفظ الطاقة والزخم
- طاقة
- حفظ الطاقة
- تصادم مرن
- تصادم غير مرن
- قصور ذاتي
- عزم القصور الذاتي
- زخم الحركة
- طاقة حركية
- طاقة وضع
- طاقة حركة دورانية

## الكهرباء والمغناطيسية
- قانون أمبير
- مكثف
- قانون كولوم
- ثنائي المساري
- تيار مستمر
- شحنة كهربائية
- تيار كهربائي
- تيار متردد
- حقل كهربائي
- طاقة الوضع الكهربائية
- إلكترون
- قانون فاراداي
- أيون
- محث
- قانون جول
- قانون لينز
- حقل مغناطيسي
- قانون أوم
- مقاوم كهربائي
- ترانزستور
- محول
- جهد كهربائي

## الحرارة
- إنتروبيا
- القانون الأول للديناميكا الحرارية
- حرارة
- انتقال الحرارة
- القانون الثاني للديناميكا الحرارية
- درجة حرارة
- طاقة حرارية
- دورة تحريك حراري
- حجم
- شغل

## الموجات
- موجة
- موجة طولية
- موجة عرضية
- موجة راكدة
- طول الموجة
- تردد
- ضوء
- شعاع ضوئي
- سرعة الضوء
- صوت
- سرعة الصوت
- موجة راديو
- هزاز توافقي
- قانون هوك
- انعكاس
- انكسار
- قانون الانكسار
- معامل الانكسار
- انعكاس كلي داخلي
- حيود
- تداخل الموجات
- استقطاب
- اهتزاز الوتر
- تأثير دوبلر

## الجاذبية
- جهد الجاذبية
- قانون الجذب العام لنيوتن
- ثابت الجاذبية